# Nazaré (2.ª temporada)
A segunda e última temporada de Nazaré foi exibida na SIC de 12 de julho de 2020 a 8 de janeiro de 2021.
Contou com Carolina Loureiro, José Mata, Afonso Pimentel e Tiago Teotónio Pereira nos papéis principais.

## Sinopse
Desde o dia do casamento de Nazaré (Carolina Loureiro) e Duarte (José Mata) passou um ano. E é assim que começa a segunda temporada da novela.
O amor entre eles está mais forte do que nunca e o gestor até já sonha em ter filhos, fazendo planos com a amada, mais relutante por ter perdido um bebé no passado.
A vida profissional também vai bem. Enquanto ele se ocupa da Atlântida com sucesso, Nazaré cria a sua própria empresa de peixe congelado, a Geliré, Congelados da Nazaré. Mas a harmonia entre o casalinho não vai durar muito mais tempo com a chegada de Rui Tavares (Tiago Teotónio Pereira) à cidade.
Este é o irmão mais novo de Duarte, que ele não conhecia, pois a mãe, Natália Tavares (Manuela Couto), fugiu de casa grávida para escapar a um casamento infeliz e carregado de sofrimento.
O regresso desta e de Rui, que vem com ela, promete ainda mais abalar profundamente Duarte que, no início, sofre um acidente no mar e lhe causa algumas mudanças no humor.
Rui e Duarte não se entendem e enquanto Rui é pacato e sereno, Duarte é precisamente o oposto, mas tudo muda no momento em que o veterinário, profissão do Blanco mais novo, percebe que está completamente apaixonado pela cunhada.
O veterinário e surfista está farto de tentar ter uma boa relação com o irmão e decide lutar por Nazaré, prometendo com todas as suas forças.
E enquanto Nazaré ganha um novo apaixonado, o marido passa a ter no irmão o seu maior rival, agora que Toni (Afonso Pimentel) se apaixonou por outra rapariga e espera um filho.
Toni acaba por cair de amores por Vânia Costa (Mikaela Lupu), a irmã mais velha de Sónia (Catarina Bonnachi). Divorciada, a jovem deixou a carreira de jornalista para se tornar gerente do Barbatanas, restaurante de Glória (Luísa Cruz), a mãe do peixeiro que vive feliz ao lado de Ismael (Tiago Aldeia).
Toni, com a sua habitual lábia, conquista o coração de Vânia, que engravida dele. Quando a ação da 2ª temporada começa, ela está no oitavo mês de gestação.
Feliz, Toni não quer que a namorada faça nenhum esforço para não prejudicar o “jaquinzinho”, que é como ele chama ao filho que está prestes a nascer.
Além deste protecionismo exagerado, há outras duas coisas que fazem muita confusão a Vânia. Uma delas é estar grávida sem ter um anel de noivado, a outra é… Nazaré! Ela não entende porque Toni ainda chama a antiga namorada de “mor”.
Não é só a parte pessoal que Nazaré volta a ter virada do avesso. Como empresária, o caminho que tem de percorrer também é árduo.
A Geliré torna-se uma fábrica de sucesso que a antiga pescadora gere com pulso de ferro e muito empenho, mas ao criá-la faz um novo inimigo: Adolfo Frisado (Miguel Costa).
Até ao presente, este era dono e senhor dos congelados da região, gerindo a maior mais lucrativa empresa da Nazaré, no entanto, a chegada da bela morena ao mercado faz com que o herdeiro da Frisado perca clientes e muito dinheiro para a rival.
Homem de poucos escrúpulos, procurará fazer de tudo para acabar com a fábrica de Nazaré e as discussões vão suceder-se entre eles, com Adolfo a entrar na Geliré para confrontar a nova gestora logo nos primeiros episódios.
No entanto, Nazaré mal conheceu Alice Moreira (Margarida Serrano), uma menina que perdeu os pais e está a ser criada pelo avô, um antigo pescador com vários problemas de saúde, e já se encantou por ela.
Na verdade, revê-se na sua forma de ser traquina, intempestiva e cheia de garra. Alice também a adora, encarando-a como o seu ídolo. A neta de Josué Moreira (Joel Branco) passa a ser visita de casa de Nazaré e Duarte, que se preocupam com o futuro da menina.
Josué toma conta da menina desde que os seus pais morreram num acidente quando ela era ainda bebé. Os seus problemas de saúde deixam-no inseguro em relação ao futuro da neta.
A dada altura, Alice vai viver com Nazaré e Duarte devido aos problemas de saúde de Josué, mas a curto prazo, porque mal o seu avô possa recuperar ela volta para ele, tornando-se nos seus tutores legais.
À Nazaré chega Júlia Neves (Oceana Basílio), casada com Roberto Neves (Fernando Nobre), o contabilista da organização criminosa de Cortez. Júlia vive às custas do marido, mas tudo vai mudar quando Roberto desaparece sem deixar rasto. Depois do desaparecimento do marido, Roberto, Júlia envolve-se com Nuno (António Pedro Cerdeira), até que o falecido volta… Foi baleado, mas agora que está bem, quer recuperar o que é seu. E é aí que entra uma Júlia menos doce e capaz de tudo.
Quem também chega para recuperar aquilo que julga ser seu e vingar a morte da irmã, é Amélia Marques (Rita Lello). A advogada bem-sucedida e sempre no caminho da Justiça, faz um desvio para infernizar a vida do cunhado, Nuno, que odeia e sempre quis ver longe de Joana. Ela acredita ele foi o verdadeiro responsável pela morte de Joana, caso contrário, não se teria envolvido com Verónica (Sandra Barata Belo). Promete não descansar enquanto não o provar. Pô-lo na prisão é o seu objetivo, assim como recuperar parte da quinta de família que o cunhado herdou da mulher.
Com o tempo, Rui apaixona-se por Nazaré está disposto a fazer tudo para conquistar a cunhada. Aliás, a sua paixão torna-se uma obsessão doentia que é agravada pelo consumo de drogas. Entretanto, juntamente com a mãe, exigem os direitos para herdarem a Atlântida de forma a que Duarte não fique com a empresa toda para sí.
Primeiro tenta matar o irmão, depois arma uma cilada a Nazaré. Rui vai drogar a cunhada e leva-a, junto com Alice, para um armazém.
Duarte toma conhecimento que a mulher, que se encontra grávida, desapareceu e vai à sua procura com Toni. Enquanto isso, Rui pede a Nazaré para o beijar e assim ele dá uma oportunidade a Alice que tinha acabado de atirar o prato da comida ao chão. Ela cede.
Toni entra em contacto com uns conhecidos criminosos e tem uma pista sobre o paradeiro delas. A mãe do vilão tenta convencer o filho a não seguir com o rapto. Duarte vê o irmão, aproxima-se e dá-lhe um soco. Mesmo, este não lhe diz onde está a mulher.
Alice depara-se com o carro de Duarte mas quem está lá dentro é Rui. A mãe do jovem, Natália, finalmente chega ao local com a polícia. O vilão tenta fugir e é atingido com um tiro e fica ferido. Quem está a segurar a arma é a progenitora. Duarte e Nazaré beijam-se.
Uma semana depois, Alice está feliz por ter o avô a morar com ela. Matilde e João estão de partida, vão casar em Roma. Falam de Natália, não merecia o que está a passar, nunca vai esquecer que foi a responsável por o filho estar em coma. Duarte diz que também não vai esquecer que ela lhe salvou a vida. Nazaré, Duarte, Alice, Matilde, Joaquim, Dolores, João e Josué brindam ao amor e a segunda temporada termina.

## Episódios
A segunda temporada da telenovela conta com 100 episódios de produção, enquanto que na versão internacional conta apenas com 69 episódios.

## Elenco

### Elenco principal
| Ator/Atriz             | Personagem                           |
| ---------------------- | ------------------------------------ |
| Carolina Loureiro      | Nazaré Maria dos Santos Gomes Blanco |
| José Mata              | Duarte Tavares Blanco                |
| Afonso Pimentel        | António Augusto «Toni» Silva         |
| Tiago Teotónio Pereira | Rui Tavares                          |
| Manuela Couto          | Natália Tavares Blanco               |
| Margarida Serrano      | Alice Moreira                        |

### Elenco regular
| Ator/Atriz             | Personagem                   |
| ---------------------- | ---------------------------- |
| Rogério Samora         | Joaquim Gomes                |
| Custódia Gallego       | Matilde dos Santos Gomes     |
| António Pedro Cerdeira | Nuno Saavedra                |
| Rita Lello             | Amélia Marques               |
| Ruy de Carvalho        | Floriano Marques             |
| Márcia Breia           | Ermelinda Marques            |
| Carlos Areia           | João Pereira                 |
| Luísa Cruz             | Glória Silva                 |
| Joel Branco            | Josué Moreira                |
| Carla Andrino          | Dolores Soares               |
| Oceana Basílio         | Júlia Neves                  |
| Tiago Aldeia           | Ismael Pinto                 |
| Mikaela Lupu           | Vânia Costa                  |
| Miguel Costa           | Adolfo Frisado               |
| Guilherme Moura        | Bernardo Maria Telles Blanco |
| Raquel Sampaio         | Olívia Carla Dias Pereira    |
| Igor Regalla           | Gilberto «Gil» Fragoso       |
| Joana Aguiar           | Érica Telles Blanco          |
| João Maneira           | Cristiano «Cris» Vaz         |
| Laura Dutra            | Ana Vaz                      |
| Catarina Bonnachi      | Sónia Costa                  |

### Participação
| Ator/Atriz         | Personagem                     |
| ------------------ | ------------------------------ |
| Sandra Barata Belo | Verónica Andrade Telles Blanco |
| Fernando Nobre     | Roberto Neves                  |

## Audiências
A 2.ª temporada de Nazaré estreou a 12 de julho de 2020 com 13.8 de audiência e 28.2% de share, com cerca de 1 milhão e 309 mil espectadores, na liderança, com um pico de 14.2 de audiência e 28.9% de share, sendo o programa mais visto do dia.
No segundo episódio da 2.ª temporada, a trama de Sandra Santos rendeu à SIC uma audiência média de 15.3 de rating e 29.6% de quota média de mercado, com 1 milhão e 444 mil espectadores, deixando a concorrência “Quer o Destino” a cerca de 500 mil espectadores, marcando o melhor resultado da temporada. No final do segundo episódio desta segunda temporada, Paço de Arcos chegava aos 16.3 / 33.3%.
No terceiro episódio da 2.ª temporada, a telenovela manteve seu recorde de audiência alcançando 15.3 de rating e 27.9% de share, com cerca de 1 milhão e 445 mil espectadores, com um pico de 16.1 / 30.1%.
A 15 de julho de 2020, a 2.ª temporada de "Nazaré" bateu um recorde de rating e sendo o maior da temporada, alcançando 15.5 de rating e 29.3% de share com 1 milhão e 469 mil espectadores. Teve um pico de 16.4 / 30.6%.
A 10 de agosto de 2020, a 2.ª temporada de "Nazaré" alcançou 15.1 de rating e 27.5% de share, com cerca de 1 milhão e 429 mil espectadores. Com um pico de 16.8 / 31.5%.
A 9 de outubro de 2020, a 2.ª temporada de "Nazaré" teve o episódio de menor audiência da temporada, alcançando 12.1 de rating e 23.8% de share, com 1 milhão e 142 mil espectadores. O pico foi de 12.6 / 25.1%.
Após um percurso com audiências razoáveis, bem abaixo dos números alcançados pela temporada anterior, a segunda temporada terminou no dia 8 de janeiro de 2021, com um resultado de 15.2 de audiência média e 28.9% de share, com cerca de 1 milhão e 436 mil espectadores, liderando o seu horário. No melhor momento, a novela chegou aos 16.0 de rating e 29.6% de share.
| Média | Média    | Episódios transmitidos | Rating | Share | Ref.   |
| ----- | -------- | ---------------------- | ------ | ----- | ------ |
| 2020  | Julho    | 16 episódios           | 14.4   | 27.7% | ...    |
| 2020  | Agosto   | 21 episódios           | 14.0   | 26.5% | [ 13 ] |
| 2020  | Setembro | 22 episódios           | 13.8   | 26.4% | [ 14 ] |
| 2020  | Outubro  | 22 episódios           | 13.0   | 25.0% | [ 15 ] |
| 2020  | Novembro | 21 episódios           | 12.8   | 24.1% | [ 16 ] |
| 2020  | Dezembro | 16 episódios           | 13.3   | 24.9% | ...    |
| 2021  | Janeiro  | 5 episódios            | 13.5   | 26.6% | ...    |
| Total | Total    | 123 episódios          | 13.5   | 25.9% |        |